# Neivamyrmex legionis
Neivamyrmex legionis es una especie de hormiga guerrera del género Neivamyrmex, subfamilia Dorylinae. Esta especie fue descrita científicamente por Smith en 1855.